# Bufonia calderae
Bufonia calderae là loài thực vật có hoa thuộc họ Cẩm chướng. Loài này được Chrtek & Krísa mô tả khoa học đầu tiên năm 1994.